# Navrongo Airport
Navrongo Airport är en flygplats i Ghana.   Den ligger i regionen Övre östra regionen, i den norra delen av landet, 600 km norr om huvudstaden Accra. Navrongo Airport ligger 201 meter över havet.
Terrängen runt Navrongo Airport är platt. Runt Navrongo Airport är det ganska tätbefolkat, med 93 invånare per kvadratkilometer. Närmaste större samhälle är Navrongo, 5,2 km söder om Navrongo Airport. Omgivningarna runt Navrongo Airport är en mosaik av jordbruksmark och naturlig växtlighet.